# Сан-Антонио (аэропорт)
Международный аэропорт Сан-Антонио (англ. San Antonio International Airport), (ИАТА: SAT, ИКАО: KSAT, FAA LID: SAT) — международный коммерческий аэропорт, расположенный в городе Сан-Антонио (Техас), США.
Аэропорт занимает территорию площадью 1100 гектар, расположен на высоте 246 метров над уровнем моря, эксплуатирует три взлётно-посадочные полосы. По классификации ИКАО Международный аэропорт Сан-Антонио относится к аэропортам класса C.

## Общие сведения
В 2008 году услугами Международного аэропорта Сан-Антонио воспользовалось 8 358 515 человек, что на 3,5 % больше аналогичного показателя предыдущего года, при этом положительная динамика роста объёма пассажирского потока наблюдается четвёртый год подряд. Ежедневно аэропорт обрабатывает около 280 операций взлётов и посадок воздушных судов, обслуживая на 27 гейтах рейсы 16 авиакомпаний в 31 пункт назначения, включая аэропорты Мексики. Основными маршрутами Международного аэропорта Сан-Антонио являются рейсы в аэропорты городов Даллас, Хьюстон, Нью-Йорк, Лас-Вегас, Чикаго, Балтимор, Лос-Анджелес, Финикс, Атланта и Вашингтон.
Крупнейшим оператором Международного аэропорта Сан-Антонио является бюджетная авиакомпания Southwest Airlines, на долю которой приходится 35,24 % всего пассажирского трафика аэропорта. Следующие три места в данном рейтинге занимают магистральные авиакомпании American Airlines, Continental Airlines и Northwest Airlines. С февраля по сентябрь 2006 года Сан-Антонио был одним из центральных пунктов назначения в маршрутной сети United Airlines (руководство которой уменьшительно называет его «хабчик»), авиакомпания выполняла рейсы в 12 городов США в сотрудничестве со своим региональным авиаперевозчиком Trans States Airlines. Позже TSA провела оптимизацию своей маршрутной сети, оставив в Сан-Антонио 7 ежедневных рейсов из прежних 12. В сентябре 2007 года отметила пятидесятилетний юбилей своей работы в Международном аэропорту Сан-Антонио мексиканская авиакомпания Mexicana.
В настоящее время в аэропорту реализуется многомиллионный генеральный план по расширению аэропортового комплекса, включающий в себя увеличение числа гейтов до 35 единиц и строительство большой автомобильной стоянки. Кроме того, в рамках проекта будут проводиться работы по улучшению коммуникаций аэропорта с Автодорогой штата 410 и Федеральной автомагистралью США 281.
Самый длинный рейс из Международного аэропорта Сан-Антонио в Международный аэропорт Ньюарк Либерти продолжительностью 3 часа 18 минут и самый короткий — в Аэропорт Хьюстон Интерконтинентал продолжительностью 50 минут выполняет авиакомпания Continental Airlines, оба рейса выполняются на самолётах Boeing 737.

## Терминалы авиакомпании и пункты назначения
Международный аэропорт Сан-Антонио в настоящее время эксплуатирует два пассажирских терминала с 24 выходами на посадку (гейтами), оборудованными телескопическими трапами. Здание первого терминала (сейчас — Терминал 2) было открыто в 1953 году и последовательно расширялось в 1959 году добавлением восточного и западного крыльев, а также в 1968 году введением нового конкорса с восемью гейтами. Здание второго терминала (в наше время — Терминал 1) с 16 выходами на посадку открылось в 1984 году.
Офисы таможенного и иммиграционного контроля находятся в здании Терминала 1 на гейтах с номерами 1-2 и 10-11.
Нумерация гейтов не является сплошной: выходы на посадку в Терминале 1 пронумерованы с 1 по 16, в Терминале 2 — с 30 по 41. Номера гейтов с 17 по 29 зарезервированы под запланированный к строительству новый конкорс в западной части Терминала 1, который после сдачи в эксплуатацию будет называться «Терминал B».
Через дорогу от здания Терминала 1 расположена двухуровневая автомобильная стоянка, открывшаяся в 1982 году. Контрольно-диспетчерская вышка аэропорта была введена в строй в 1986 году. В 1999 году была сдана в работу крытая пятиуровневая автопарковка, её строительство и техническое оснащение полностью завершено в середине 2008 года.

### Терминал 1
Терминал 1 содержит гейты с номерами 1-16.
В Международном аэропорту Сан-Антонио работают 12 магистральных авиакомпаний и их региональных партнёров.

### Терминал 2
Терминал 2 содержит 11 гейтов с номерами 30-41 (выходы на посадку 39-41 не имеют телетрапов). В здании терминала работает фирменный зал для пассажиров — членов бонусной программы Presidents Club поощрения часто летающих пассажиров магистральной авиакомпании Continental Airlines.